# 春日あかね
春日 あかね（かすが あかね、1月9日 - ）は、日本の漫画家。女性。兵庫県尼崎市出身。血液型はO型。山羊座。
2000年、「あくまといけにえ」が第47回小学館新人コミック大賞少女・女性部門で佳作を受賞。
主に小学館関連誌で活動している。他にもNHK教育テレビで放送されていたアニメ『味楽る!ミミカ』の原作を担当していた。

## 作品リスト
- あくまといけにえ - デビュー作。
- そのまま!じっとしててシリーズ
  - そのまま!じっとしてて
  - そのまま!じっとしてろ
  - そのまま!!じっとしてて
  - このまま!じっとしてろ
  - このまま!じっとしてろ〜さよならちこちゃん〜
  - そのまま!もっとしてて
  - そのまま!ぎゅっとしてて
- この手を放さないで
- 天使のいいなり（『Cheese!』2003年連載）
- おやすみ、わたしたちの夜
- ボクハキミガキライ
- 欲情コントロール
- 友達失格!!
- 泣かせちゃおーか（『Cheese!』連載）
- ゆびさき・キューン（『Cheese!』連載）
- この仔に決めた
- この仔のご主人様
- 味楽る!ミミカ（協力：NHKエデュケーショナル、『ぷっちぐみ』Vol.1 - Vol.11）※作画はVol.9以降つきりのゆみが担当。
- ぴゅあびび!（『ぷっちぐみ』2009年11月号 - 2010年11月号）
- いろはにほへと新聞部（『読売KODOMO新聞』2011年3月3日（創刊号） - 2020年12月24日号[2]）

## 書誌情報
小学館〈少コミCheese!フラワーコミックス〉
- そのまま!じっとしてて（全1巻、2003年1月25日発売[3]、ISBN 4-09-138261-4） - 初の単行本[3]。
  - 「そのまま!じっとしてろ」「そのまま!!じっとしてて」「この手を放さないで」「黒江くんのいいわけ」併録。
- 天使のいいなり（2003年 - 2006年刊、全3巻）
  1. 2003年5月26日発売[4]、ISBN 4-09-138262-2
  2. 2003年11月26日発売[5]、ISBN 4-09-138263-0
  3. 2006年1月26日発売[6]、ISBN 4-09-130317-X - 第3巻のみ〈Cheese!フラワーコミックス〉のレーベル。

小学館〈Cheese!フラワーコミックス〉
- このまま!じっとしてろ（全1巻、2004年3月26日発売[7]、ISBN 4-09-138266-5）
  - 「このまま!じっとしてろ〜さよならちこちゃん〜」「おやすみ、わたしたちの夜」「ボクハキミガキライ」併録。
- 泣かせちゃおーか（2004年刊、全2巻）
  1. 2004年6月25日発売[8]、ISBN 4-09-138267-3
  2. 2004年10月26日発売[9]、ISBN 4-09-138268-1
- ゆびさき・キューン（全1巻、2005年3月25日発売[10]、ISBN 4-09-138269-X）
- そのまま!ぎゅっとしてて（全1巻、2005年10月26日発売[11]、ISBN 4-09-138270-3）
  - 「そのまま!もっとしてて」「黒江くん ちくびについて語る」「またまた黒江くんのいいわけ」「この仔に決めた」「この仔のご主人様」併録。

小学館〈てんとう虫コミックススペシャル〉
- 味楽る!ミミカ（協力：NHKエデュケーショナル、2007年刊、全2巻）
  - 同項目を参照。
- ぴゅあびび!（全1巻、2010年11月26日発売、ISBN 978-4-09-141179-2）

小学館〈ちゃおコミックス〉
- いろはにほへと新聞部（2012年 - 刊、既刊5巻）※2017年5月31日現在。
  1. 2012年3月1日発売[12]、ISBN 978-4-09-134385-7
  2. 2012年12月26日発売[13]、ISBN 978-4-09-134840-1
  3. 2014年2月27日発売[14]、ISBN 978-4-09-135854-7
  4. 特報!! 2015年10月30日発売[15]、ISBN 978-4-09-138059-3
  5. ㊙︎スクープ! 2017年5月31日発売[16]、ISBN 978-4-09-139385-2

### アンソロジー
小学館〈少コミCheese!フラワーコミックス〉
- 悪いコたちの恋物語（2002年11月発売[17]、ISBN 4-09-135215-4）
  - 「ボクハキミガキライ」収録。
- どきどきしすぎの恋物語（2003年7月26日発売[18]、ISBN 4-09-135218-9）
  - 「欲情コントロール」収録。

小学館〈Cheese!フラワーコミックス〉
- だれにもひみつの恋物語（2004年9月24日発売[19]、ISBN 4-09-130050-2）
  - 「友達失格!!」収録。